# Azerbajdžanska prva liga
Azerbajdžanska prva liga (azerski: Azərbaycan Birinci Divizionu) druga je po razini azerbajdžanska nogometna liga. Ligu je 1992. godine pokrenuo Nogometni savez Azerbajdžana.

## Klubovi sezone 2019./20.
- Ağsu
- Kəpəz
- Keşlə-2
- MOİK Bakı
- Neftçi-2
- Qarabağ-2
- Qaradağ Lökbatan
- Sabah-2
- Səbail-2
- Sumqayıt-2
- Turan Tovuz
- Zaqatala
- Zirə-2

## Pobjednici
| Godina        | Pobjednik                               | Drugoplasirani                          |
| 1992.         | ANS Pivani Bakı                         | Kür Samux                               |
| 1993.         | Xəzri Buzovna                           | Avtomobilçi Yevlax                      |
| 1993. – 1994. | Zabrat, Azneftyağ Bakı                  | Xəzər Sumqayıt, Göyəzən                 |
| 1994. – 1995. | Şəmkir                                  | OİK                                     |
| 1995. – 1996. | Xəzər Sumqayıt                          | Çinar Polis Akademiyası                 |
| 1996. – 1997. | Çinar (Göyçay)                          | Araz                                    |
| 1997. – 1998. | Şahdağ Quba                             | Şəfa Bakı                               |
| 1998. – 1999. | İnter Bakı                              |                                         |
| 1999. – 2000. | Şahdağ Quba                             | Şəfa-2                                  |
| 2000. – 2001. | OİK                                     | Ümid Cəlilabad                          |
| 2001. – 2002. | Lokomotiv İmişli                        | Xəzər Sumqayıt                          |
| 2002. – 2003. | Liga je bila otkazana (nema pobjednika) | Liga je bila otkazana (nema pobjednika) |
| 2003. – 2004. | Gənclərbirliyi Sumqayıt                 | Göyəzən                                 |
| 2004. – 2005. | AMMK                                    | Energetik Mingəçevir                    |
| 2005. – 2006. | Gilan                                   | Xəzər-Lənkəran 2                        |
| 2006. – 2007. | Viləş Masallı                           | Standard Bakı                           |
| 2007. – 2008. | Bakılı                                  | MOİK                                    |
| 2008. – 2009. | ABN-Bərdə                               | Şahdağ                                  |
| 2009. – 2010. | Gəncə                                   | MOİK                                    |
| 2010. – 2011. | Abşeron                                 | Rəvan                                   |
| 2011. – 2012. | Qaradağ Lökbatan                        | Karvan                                  |
| 2012. – 2013. | Ağsu                                    | Qaradağ Lökbatan                        |
| 2013. – 2014. | Araz-Naxçıvan                           | Neftçala                                |
| 2014. – 2015. | Neftçala                                | Ağsu                                    |
| 2015. – 2016. | Neftçala                                | Qaradağ Lökbatan                        |
| 2016. – 2017. | Turan Tovuz                             | Səbail                                  |
| 2017. – 2018. | Xəzər Bakı                              | Qaradağ Lökbatan                        |
| 2018. – 2019. | MOİK Bakı                               | Sumqayıt-2                              |

## Vanjske poveznice
- AFFA
- PFL